# Pierre Thomas (maire de Bordeaux)
Pour les articles homonymes, voir Pierre Thomas et Thomas.
Pierre Thomas, né à Eymet dans le Périgord en 1760 et mort à Libourne le 5 septembre 1822 est pasteur à Sainte-Foy-la-Grande. Révolutionnaire, il est nommé maire de Bordeaux le 9 juillet 1794 dans une volonté du Comité de salut public d'épurer une municipalité corrompue. Il quitte ses fonctions le 13 novembre 1794. 

## Biographie
Pierre Thomas nait dans le Périgord aux alentours de 1760 dans une famille protestante. Instruit, il exerce comme pasteur à Sainte-Foy-la-Grande de 1782 à 1792. 
Il épouse une demoiselle Gentillot dont il a au moins une fille,.
Pierre se joint aux idées révolutionnaires et devient un membre actif du Club des Jacobins de Sainte-Foye, et y fréquente la loge de La Persévérance. C'est un Montagnard convaincu, qui s'oppose aux idées des Girondins.
Il ne siège pas à la Commission militaire départementale où il est nommé le 11 février 1794 (23 pluviôse an II) par Ysabeau et Tallien, évitant peut-être prudemment son président Jean-Baptiste Lacombe, un arriviste sans scrupule qu'il a connu comme maître d'école à Sainte-Foy-la-Grande. Il fonde à Bordeaux le club de la Ferraille, pour soutenir l'envoyé spécial du Comité de salut public, le jeune Marc-Antoine Jullien proche de Robespierre, en mission à Bordeaux pour surveiller Ysabeau et Tallien. À l'instigation d'Ysabeau, il est un des huit membres du Directoire du Bac d'Ambès (nom d'alors du département de la Gironde) du 5 au 20 messidor an II.
Le 9 juillet 1794 (21 messidor an II) un arrêté de Marc-Antoine Jullien le nomme maire de Bordeaux en remplacement de Joseph-François Bertrand incarcéré pour escroquerie plusieurs mois auparavant. Pierre prend ses fonctions le 13 juillet (25 messidor) « au milieu des témoignages de félicitations de ses concitoyens ».
Après la chute de Robespierre, il exprime avec le conseil municipal son ralliement aux Thermidoriens, félicitant la Convention d'avoir « débarrassé la République des monstres qui voulaient lui ravir la liberté ». Dans la vague d'épuration qui s'ensuit J.-B. Lacombe est guillotiné et Pierre Thomas intervient pour arrêter le peuple qui promène sa tête au bout d'une pique dans Bordeaux. 
Il est parmi ceux qui demandent et obtiennent de la Convention l'abrogation du décret du 6 août 1793 qui a mis hors la loi les fédéralistes et les partisans des Girondins. Il est, injustement semble-t-il, qualifié dans un opuscule d'« homme de sang et dénonciateur qui ont le plus signalé leurs atrocités à Bordeaux pendant le régime affreux de l’an deuxième de la République ». 
Il quitte ses fonctions le 23 novembre 1794 (13 brumaire an III) et retourne à Sainte-Foy-la-Grande se consacrer au pastorat et y organiser l'instruction primaire. Il poursuit son activité politique en tant que commissaire du Directoire exécutif près l’administration du département de la Gironde à partir du 26 juin 1799 (8 messidor an VII), où il lutte contre le brigandage. Il doit en démissionner à l'automne, jugé trop proche des partisans de Gracchus Babeuf. 
Il est élu pasteur à Bordeaux le 10 mai 1803 (20 floréal an XI), puis au consistoire de Sainte-Foy (28 ventôse an XII). Après la Restauration, il est mis à l'écart et menacé. Il envisage de quitter la France en s'embarquant de La Rochelle, puis est assigné à résidence à Roquefort dans les Landes. Il rentre à Sainte-Foy en 1817. 
Il meurt à Libourne le 5 septembre 1822.